# Mahardah
Mahardah (tiếng Ả Rập: محردة Maḥarda), cũng đánh vần Mhardeh hoặc Muhardah, là một thành phố ở miền bắc Syria, hành chính một phần của Hama Governorate, tọa lạc khoảng 23 km về phía tây bắc của Hama. Nó nằm dọc theo sông Orontes, gần đồng bằng Ghab. Các địa phương lân cận bao gồm Halfaya và Taybat al-Imam về phía đông, Khitab về phía đông nam, Maarzaf ở phía nam, Asilah và Jubb Ramlah về phía tây nam, Shaizar, Safsafiyah, Tremseh và Kafr Hud về phía tây và Kafr Zita và al-Lataminah để phía Bắc.
Theo Cục Thống kê Trung ương Syria (CBS), Mahardah có dân số 17.578 trong cuộc điều tra dân số năm 2004. Đây là trung tâm của quận Mahardah, một trong năm quận của tỉnh Hama và nahiyah ("phó huyện") của Mahardah, bao gồm 21 địa phương với dân số kết hợp là 80.165 vào năm 2004. Dân số của Mahardah được ước tính là 22.442 vào năm 2010  Cư dân chủ yếu là Kitô hữu.
Cư dân của Mahardah chủ yếu làm việc trong nông nghiệp, công nghiệp và thương mại. Trình độ học vấn của dân số được báo cáo là cao. Khí hậu trong thành phố ôn hòa vào mùa hè và thỉnh thoảng có thể có tuyết rơi vào mùa đông.
Sông Orontes gần đây 3 km về phía bắc, và đập Mahardah trên đồng bằng Ghab được sử dụng để tạo ra thủy điện. Mahardah có từ thời Apamea cùng thời Hy Lạp và tàn dư khảo cổ đáng chú ý nhất từ thời kỳ này là một ngôi đền cổ với những cánh cửa bằng đá và cột với thủ đô Corinthian sau đó được chuyển thành nhà thờ.
Ghada Shouaa, vận động viên Syria đầu tiên giành huy chương vàng Olympic, được sinh ra ở Mahardah cũng như Patriarch Ignatius IV của Antioch.
Mahardah là thị trấn lớn gần nhất với Tremseh, trong đó vụ giết người diễn ra vào ngày 12 tháng 7 năm 2012. Ngoài ra, một kẻ đánh bom tự sát đã giết chết ba thường dân và một nhân viên an ninh ở Mahardah vào ngày 14 tháng 7 năm 2012.
Trong cuộc nội chiến ở Syria, Mahardah đã bị nhóm phiến quân Jaysh al-Izza do Mỹ hậu thuẫn, nhưng vẫn nằm dưới sự kiểm soát của chính phủ. Tỷ lệ các cuộc tấn công vào Mahardah tăng lên trong quá trình tấn công Hama 2017.